# Суховський (Алексєєвський район)
Суховський (рос. Суховский) — хутір у Алексєєвському районі Волгоградської області Російської Федерації.
Населення становить 48 осіб. Входить до складу муніципального утворення Реченське сільське поселення.

## Історія
Хутір розташований у межах українського історичного та культурного регіону Жовтий Клин.
Згідно із законом від 31 грудня 2004 року № 988-ОД органом місцевого самоврядування є Реченське сільське поселення.

## Населення
| 2010 |
| ---- |
| 48   |